# Magdalena Kępka
Magdalena Kępka (* 28. März 1989 in Żywiec) ist eine polnische Biathletin.
Magdalena Kępka ist Tochter von Stanislaw Kępka Senior und Bruder von Stanislaw Kępka Junior. Wie diese beiden lebt sie in Zywiec und startet für den örtlichen Verein BLKS Zywiec. Die Studentin wird von Adam Kolodziejczyk trainiert. Ihr internationales Debüt gab die Polin im Rahmen der Junioren-Wettkämpfe der Sommerbiathlon-Weltmeisterschaften in Otepää, wo sie 14. im Sprint und 19. des Massenstartrennens wurde. Seit 2007 bestritt sie zudem Rennen im Junioren-Europacup. In Ruhpolding nahm sie erstmals an Junioren-Weltmeisterschaften teil und wurde 14. im Einzel, 54. im Sprint, 42. der Verfolgung sowie Zehnte mit Katarzyna Leja und Monika Hojnisz im Staffelrennen. Bei den Junioren-Europameisterschaften des Jahres in Nové Město na Moravě waren ein 35. Rang im Verfolgungsrennen und Platz acht mit der Staffel die besten Resultat. Im Sommer startete sie erneut bei den Junioren-Weltmeisterschaften in der Haute-Maurienne und erreichte als bestes Ergebnis Platz neun in der Verfolgung. In Obertilliach lief Kępka ihr erstes Rennen im Biathlon-Europacup. Keine nennenswerten Ergebnisse brachten die Junioren-Weltmeisterschaften 2009 in Canmore, die Junioren-Europameisterschaften in Ufa brachten die Ränge 18 im Einzel, 32 im Sprint und 28 in der Verfolgung. Zudem lief sie mit Karolina Pitoń, Katarzyna Leja und Katarzyna Jakieła das Staffelrennen der Biathlon-Europameisterschaften und wurde dort Siebte.